# Blechnarka

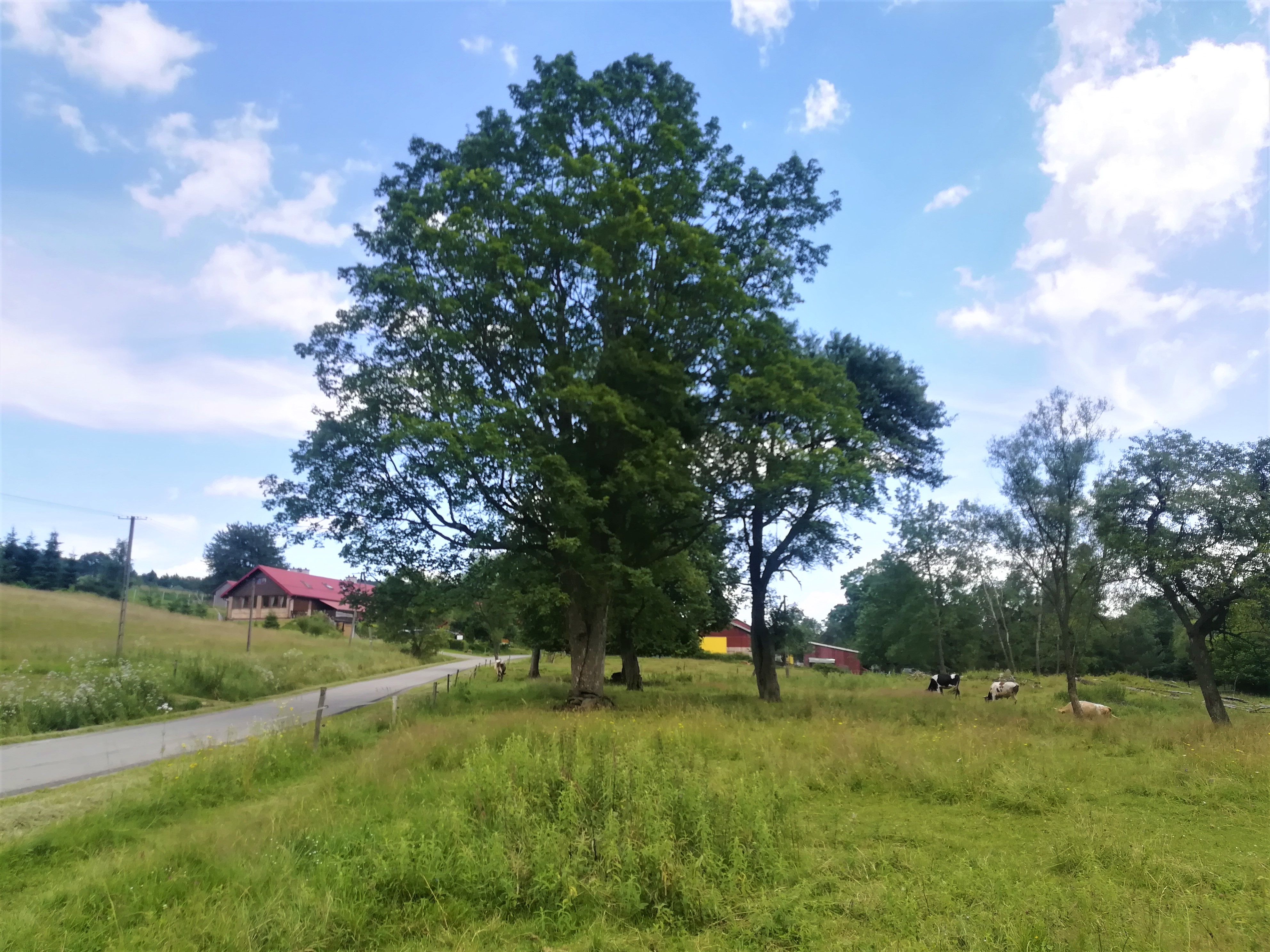
Fragment wsi

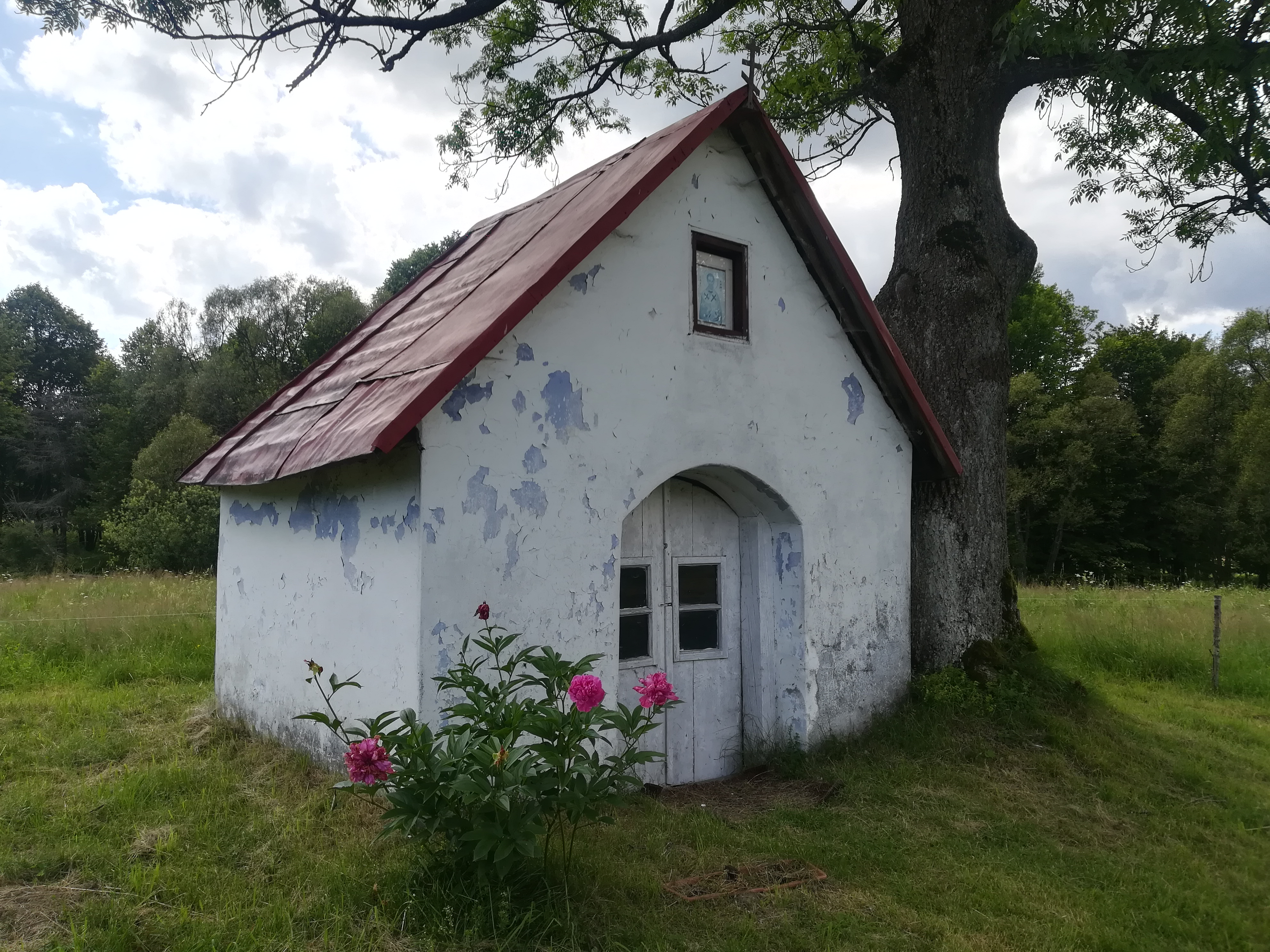
Kaplica św. Mikołaja

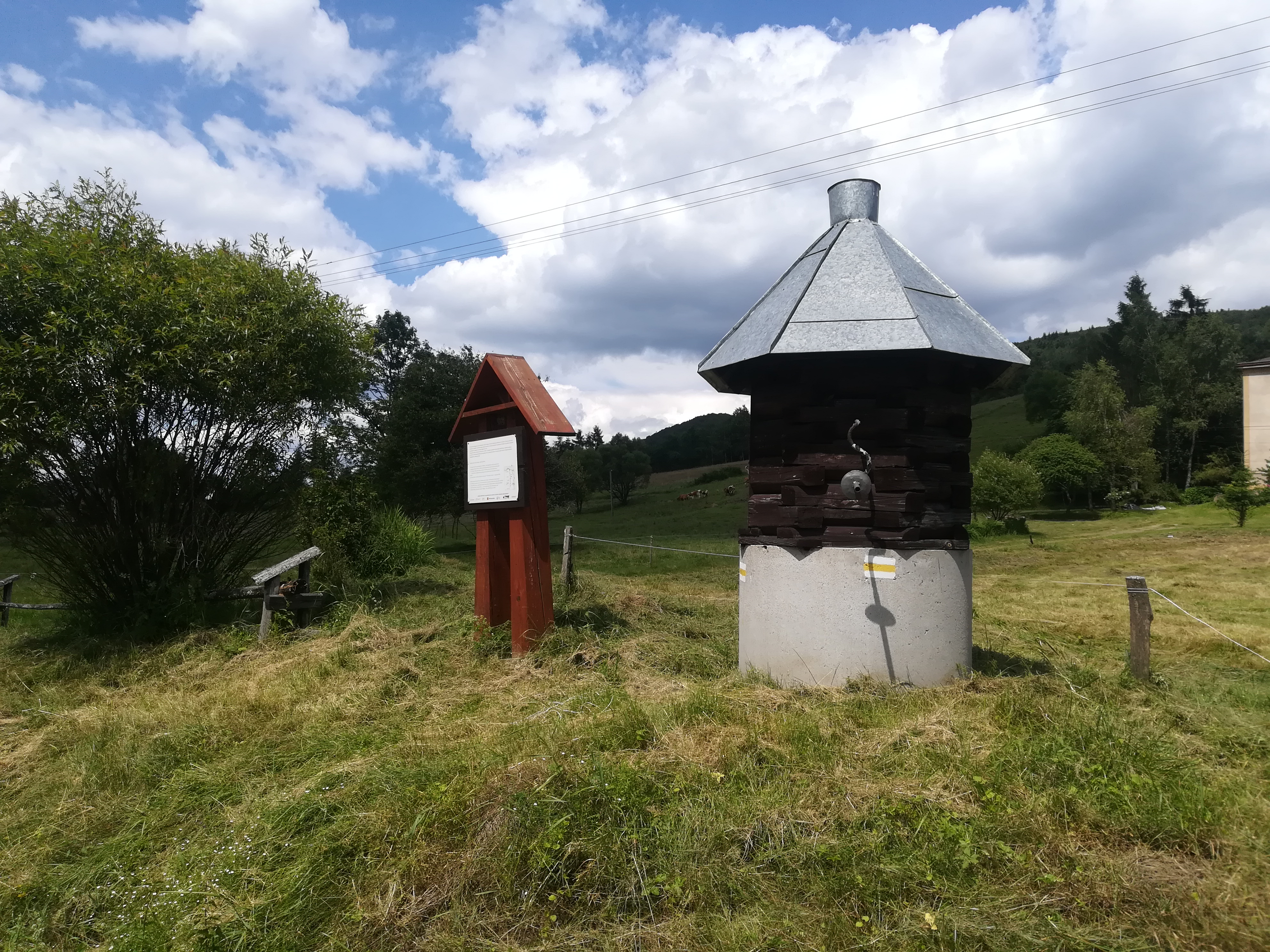
Zabytkowa studnia

Blechnarka (dodatkowa nazwa w j. łemkow. Бліхнарка, trb. Blichnarka) – wieś w Polsce położona w województwie małopolskim, w powiecie gorlickim, w gminie Uście Gorlickie.
Leży nad Ropą dopływem Wisłoki.

## Nazwa i położenie
Nazwa wsi pochodzi od słowa blechnar, oznaczającego prawdopodobnie rzemieślnika bielącego surowe płótno. Miejscowość leży w górnym biegu rzeki Ropy, w pobliżu jej źródlisk, na wysokości ok. 550 m n.p.m. Od wschodu wznosi się nad nią Wysota (788 m) i już w głównym grzbiecie Borsuczyna (734 m). Na południu w wododziale Płaziny (825 m), Buków Garb (764 m), Czerszla (772 m), a dalej ku zachodowi Jawor (723 m) i Cigelka (807 m).

## Historia
Wieś została założona na surowym korzeniu w 1528 przez polskich rycerzy Gładyszów z Szymbarku i lokowana na prawie wołoskim. Osadnictwo wołoskie miało tu miejsce już wcześniej. W 1581 istniało we wsi pięć dworzyszcz wołoskich. W jej okolicach mieli swoje okopy konfederaci barscy. W lipcu 1770 Rosjanie rozbili obóz konfederatów, broniących się pod dowództwem Kazimierza Pułaskiego nad Blechnarką. Podczas walk zniszczeniu uległa pierwsza cerkiew, na której miejscu stoi prawdopodobnie obecna kaplica św. Mikołaja. W 1785 osada liczyła 510 osób (spis katastralny). W XIX wieku zamieszkiwało ją około 450 ludzi (rolników, hodowców bydła, tkaczy oraz bielarzy płócien). Przy cerkwi istniała jednoklasowa szkoła, do której uczęszczało około czterdzieścioro dzieci.
Podczas I wojny światowej, od 1 do 4 kwietnia 1915 w okolicy wsi toczyły się zacięte walki Rosjan z wojskami austro-węgierskimi, nazywane "Bitwą Wielkanocną". Wybudowano dwie linie obronne wyposażone w zasieki z drutu kolczastego, okopy, bunkry dowodzenia, stanowiska ckm-ów i ziemianki mieszkalne. Starcia objęły przede wszystkim stoki pobliskich szczytów: Jaworzynki (869 m n.p.m.) i Wysoty (784 m n.p.m.). Na czas walk mieszkańcy zostali ewakuowani do Czarnej koło Uścia. Część zabudowy uległa w trakcie starć zniszczeniu.
W okresie dwudziestolecia międzywojennego we wsi stało 110 domów (około czterystu mieszkańców). W latach 1975–1998 miejscowość administracyjnie należała do województwa nowosądeckiego. Obecnie żyje tu około czterdzieścioro mieszkańców w szesnastu domach. W dniu świętych Kosmy i Damiana odbywa się tradycyjne święto – "keresz".

## Zabytki
Obiekty wpisane do rejestru zabytków nieruchomych województwa małopolskiego
- cerkiew św. Kosmy i św. Damiana,
- cmentarz wojenny nr 49 z czasów I wojny światowej.

## Obiekty sakralne
- prawosławna cerkiew filialna pod wezwaniem Świętych Kosmy i Damiana z XIX wieku (zbudowana jako greckokatolicka), należąca do parafii w Wysowej-Zdroju.

## Szlaki piesze
- Wysowa-Zdrój – Blechnarka – Przełęcz Wysowska (610 m n.p.m.) – Przełęcz Regetowska (646 m n.p.m.) – Regietów
- od drogi na Przełęcz Wysowską do cmentarza wojennego nr 49 i dalej do granicy ze Słowacją (szlak cmentarny)
- od drogi na Przełęcz Wysowską do cmentarza wojennego nr 50 na Wysocie (784 m n.p.m.) (szlak cmentarny) Cmentarz wojenny nr 50 – Wysowa

## Przejście graniczne
W miejscowości do 21 grudnia 2007 znajdowało się turystyczne przejście graniczne ze Słowacją. W związku z przystąpieniem Polski do strefy Schengen przejście zostało otwarte, a jego przekraczanie stało się dozwolone dla każdego przez cały czas.